# Centre de réception et de traitement de l'immigration de Woomera

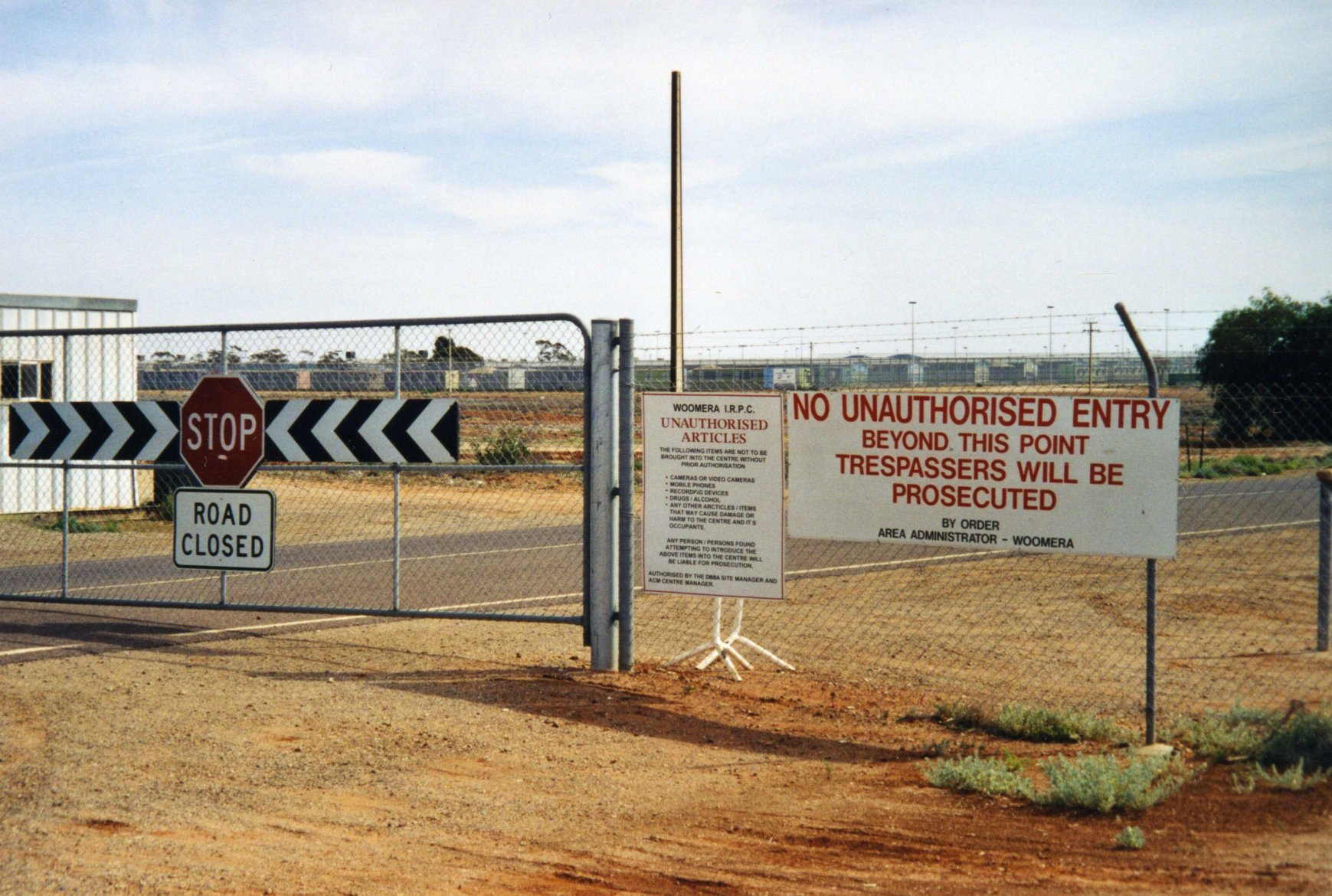
Entrée de l'IRPC de Woomera.

Le centre de réception et de traitement de l'immigration de Woomera, (Woomera Immigration Reception and Processing Centre, connu sous le sigle IRPC), était un ensemble de centres d'accueil, surnommés communément camps de Woomera, créés en 1999 dans la zone interdite de Woomera, en Australie et destinés à accueillir des étrangers en situation irrégulière.
Le centre a fermé en avril 2003.

## Historique
Les centres d'accueil d'immigrés ont été ouverts en Australie en 1992, à la suite du vote d'une loi sur l'immigration par les travaillistes. Cette loi dispose entre autres, que tout immigrant demandeur d'asile, arrivé sans autorisation et sans visa valable, pourra être incarcéré sans procès ni examen, et ce sans limite de temps, jusqu'à ce qu'il lui soit accordé un visa, ou déporté. Elle vient se substituer à la politique d’immigration réservée aux « Blancs » (« White Australia »), supprimée en 1973. 
Vers la fin des années 1990, une augmentation importante du nombre de personnes arrivées sans autorisation dépasse la capacité des centres d'accueil de l'immigration et de traitement existants à Port Hedland et Curtin. Le Woomera West Construction Camp, à ce moment-là non utilisé, sera transformé en un centre de détention d'immigration en 1999 afin de faire face à cette augmentation.
Le centre ouvre en novembre 1999, avec une capacité initiale de 400 détenus. Au nombre de cinq, ils sont situés dans la vaste région de Woomera, où ont été effectués durant toute une partie du XXe siècle post-Seconde Guerre mondiale des tirs d'essai de missiles, ou de lancement de fusées. Par la suite, les camps ont pu accueillir jusqu'à 2 000 étrangers en situation irrégulière.
En juin 2000, deux jours de manifestations ont eu lieu : environ 480 détenus se sont échappés et réfugiés dans la ville. En août 2000, trois jours d'émeutes ont eu lieu, entraînant des incendies. De 60 à 80 détenus étaient impliqués, des gaz lacrymogènes et des canons à eau ont été utilisés afin de maîtriser l'émeute ; 32 employés ont été blessés durant cette révolte. En novembre 2000, une grève de la faim implique plus de 30 détenus, dont certains seront nourris de force à l'hôpital. 
Durant l'année 2001 se produisirent des émeutes et des affrontements répétés entre les gardes de l'ACM et les détenus. On utilisa des canons à eau et des gaz lacrymogènes. En 2002, il y eut de nombreuses émeutes, grèves de la faim, et lipsewing qui concernaient également des enfants. En janvier 2002, plus de 200 détenus commencèrent une grève de la faim. Certains menacèrent de recours au suicide par des moyens violents. Certains avalèrent des poisons, y compris du shampooing. Les avocats des réfugiés (tels que le Woomera Lawyers Group et RASSA), soutinrent que cela démontrait le niveau de désespoir des détenus. Les réfugiés se plaignaient de la cruauté des conditions de détention, que le délai de traitement de leurs réclamation prenait jusqu'à trois ans et que leurs réclamations avaient été suspendues.
En janvier 2002, 246 d’entre eux commencent une grève de la faim — 44 allant même jusqu’à se coudre les lèvres — et des mutineries se produisent dans le camp. Cette annonce n’a guère ému Philip Ruddock, ministre de l’immigration. Celui-ci avait également fait réaliser un spot publicitaire, distribué à des chaînes de télévision étrangères — notamment en Iran, Jordanie, Syrie, Turquie et au Pakistan — pour avertir les candidats à l’immigration des dangers : « Crocodiles et requins la gueule ouverte (...), déserts inhospitaliers (...), scorpions. (...) Toutes ces informations sont vraies et constituent une puissante dissuasion contre le commerce criminel de la misère humaine. »

### Fermeture
À la suite de ces derniers évènements, des associations humanitaires et un rapport de l'ONU dénoncent la politique de détention des demandeurs de droit d'asile. Le centre ferme en avril 2003.
La même année, le site est confié au département de la Défense australien. Il est converti en garnison pour la Défense en novembre 2003 et n'a plus aucun lien avec le processus d'immigration ou de détention. L'établissement, renommé « Camp Rapier » en 2004, sert de lieu de test pour le département de la Défense.

## Conditions de détention
Dans un camp de Woomera, les 800 immigrés - hommes, femmes et enfants, en majorité iraniens, pakistanais ou afghans - doivent travailler pour se procurer des « points » leur permettant de s’acheter des vivres ou du shampooing. Le pic du plus grand nombre d'enfants a été de 456 le 1er septembre 2001, sur une population totale de 1 442 détenus. Le 26 décembre 2003, la durée moyenne de détention d'un enfant a été d'un an, huit mois et 11 jours.